# Riforma della Rai del 1975
La riforma della RAI del 1975 consiste nella nuova disciplina della Radiotelevisione italiana contenuta nella legge 14 aprile 1975, n. 103. 
Il provvedimento introdusse nuove norme in materia di diffusione radiotelevisiva in Italia.

## I contenuti
Secondo la legge, i principi fondamentali del servizio pubblico, sono indipendenza, obiettività e apertura alle diverse tendenze politiche, sociali e culturali. Garante ne è l'apposita Commissione parlamentare per l'indirizzo generale e la vigilanza dei servizi radiotelevisivi. Le novità più importanti contenute nella norma possono essere così riassunte:
- passaggio del controllo del servizio pubblico e della società concessionaria dal Governo italiano al Parlamento per garantire maggior pluralismo all'informazione;
- conferma del monopolio di Stato sulle trasmissioni radiotelevisive;
- regolamentazione delle trasmissioni via cavo;
- disponibilità, all'interno della programmazione radiotelevisiva, di appositi spazi destinati a sindacati, confessioni religiose, movimenti politici, enti e associazioni politiche e culturali, gruppi etnici e linguistici e altri gruppi di rilevanza sociale che ne facciano richiesta (altrimenti definito Accesso);
- costruzione di una terza rete televisiva;
- nascita di una struttura dedicata alla divulgazione all'interno della concessionaria, il Dipartimento Scuola Educazione.

## Le conseguenze politiche
Con il passaggio del servizio pubblico dal controllo del governo a quello parlamentare, si avvia quel processo poi ribattezzato genericamente lottizzazione (termine coniato nel 1974 da Alberto Ronchey), ovvero la spartizione dei canali radiotelevisivi della Rai su base elettorale. 
Il primo effetto è l'incorporazione di:
- Rai 1 e Radio 2 nella sfera d'influenza della Democrazia Cristiana;
- Rai 2 e Radio 1 in quella del Partito Socialista Italiano
- Rai 3 in quella del Partito Comunista Italiano;
- Radio 3 venne assegnata a partiti minori (Partito Socialista Democratico Italiano, Partito Liberale Italiano e Partito Repubblicano Italiano).

Nel medesimo periodo il direttore generale della Rai Biagio Agnes attua due strategie di comando:
- la zebratura, ovvero un perfezionamento della più generale lottizzazione, che consiste nel far convivere all'interno di una stessa struttura ulteriori quote prefissate di democristiani, socialisti, comunisti, socialdemocratici, repubblicani, etc., mescolando aree di appartenenza politica e professionalità;
- l'assegnazione in toto di Rai 3 al Partito Comunista Italiano, in modo da rafforzare definitivamente la stabilità politica dell'azienda e la stessa presenza della Democrazia Cristiana in Rai.[1]

## I risvolti culturali
Gli anni immediatamente successivi alla riforma vengono ricordati come particolarmente prolifici sia dal punto di vista creativo che progettuale. La neonata concorrenza intellettuale fra le tre reti, infatti, aveva portato a una marcata contrapposizione fra stili e pubblici di riferimento. Questa nuova dimensione culturale e politica della Rai, innovatrice nei primi anni, che poi, nei primi anni ottanta, venne abbandonata per divenire concorrente delle televisioni commerciali e tradire la propria natura istituzionale, si andò inoltre a sovrapporre all'esordio delle regolari trasmissioni a colori (1º gennaio 1977). Questo permise agli autori televisivi libertà progettuale e un ventaglio di opportunità tecniche innovative, che portarono alla nascita di format di successo come Bontà loro, Odeon. Tutto quanto fa spettacolo, Non stop, Portobello, Domenica in, Fantastico, L'altra domenica, Onda libera, Il teatro di Dario Fo, Match, Supergulp!, Stryx.
Un caso a parte è rappresentato, in modo esemplare, da Programmi dell'accesso (poi rinominato Spaziolibero), un format nato come diretta conseguenza di uno degli aspetti maggiormente sottolineati dalla riforma, ovvero «l'Accesso delle minoranze al mezzo radiotelevisivo», del quale Spaziolibero è sinonimo e strumento privilegiato.